# Hugin (1884)
Hugin – szwedzki torpedowiec z lat 80. XIX wieku. Okręt został zwodowany w 1884 roku w brytyjskiej stoczni Thornycroft w Chiswick i w tym samym roku wcielono go do służby w Svenska marinen. W 1915 roku okręt został przeklasyfikowany na patrolowiec i oznaczony Vedettbåt n:r 15. Jednostka została skreślona z listy floty w 1923 roku.

## Projekt i budowa
Torpedowiec 1. klasy „Hugin” został zbudowany w brytyjskiej stoczni Thornycroft w Chiswick . Nieznana jest data położenia stępki, a wodowanie odbyło się w 1884 roku.

## Dane taktyczno–techniczne
Okręt był torpedowcem o długości całkowitej 34,49 metra, szerokości całkowitej 3,8 metra i zanurzeniu 2 metry . Wyporność normalna wynosiła 54 tony, a pełna 64 tony . Okręt napędzany był przez pionową maszynę parową o mocy 620 KM, do której parę dostarczał jeden kocioł . Maksymalna prędkość napędzanej jedną śrubą jednostki wynosiła 18,5 węzła . Zapas zabieranego węgla wynosił 11 ton.
Uzbrojenie artyleryjskie jednostki składało się z pojedynczego działka kalibru 25 mm K/35 M77 L/32 . Okręt wyposażony był w dwie dziobowe wyrzutnie torped kalibru 381 mm .
Załoga składała się z 12 oficerów, podoficerów i marynarzy.

## Służba
„Hugin” został wcielony do służby w Svenska marinen w 1884 roku . W 1906 roku okręt został przeklasyfikowany na torpedowiec 2. klasy i odtąd oznaczany był numerem taktycznym 1 (N:o 1) . W 1915 roku jednostka została po raz kolejny przeklasyfikowana, tym razem na patrolowiec, w związku z czym zdemontowano wyrzutnie torpedowe . Jednostka pływała od tego czasu pod oznaczeniem Vedettbåt n:r 15 (V15) . Okręt został wycofany ze służby w 1923 roku .